# Gammaroporeia alaskensis
Gammaroporeia alaskensis is een vlokreeftensoort uit de familie van de Gammaroporeiidae. De wetenschappelijke naam van de soort is voor het eerst geldig gepubliceerd in 1968 door Bousfield & Hubbard.